# Сельское поселение «Новоширокинское»
Се́льское поселе́ние «Новоширокинское» — муниципальное образование в Газимуро-Заводском районе Забайкальского края Российской Федерации.
Административный центр — посёлок Новоширокинский.

## История
Статус и границы сельского поселения установлены Законом Читинской области от 19 мая 2004 года «Об установлении границ, наименований вновь образованных муниципальных образований и наделении их статусом сельского, городского поселения в Читинской области».

## Население
| 2010  | 2011  | 2012  | 2013  | 2014  | 2015  | 2016  |
| ----- | ----- | ----- | ----- | ----- | ----- | ----- |
| 1404  | ↘1401 | ↗1517 | ↘1498 | ↘1470 | ↘1444 | ↘1420 |
| 2017  | 2018  | 2019  | 2020  | 2021  |       |       |
| ↘1418 | ↘1398 | ↘1388 | ↘1347 | ↘1276 |       |       |

## Состав сельского поселения
| № | Населённый пункт | Тип населённого пункта          | Население |
| - | ---------------- | ------------------------------- | --------- |
| 1 | Новоширокинский  | посёлок, административный центр | ↗994      |
| 2 | Широкая          | село                            | ↘329      |